# Związek Młodzieży Wiejskiej
Treść tego artykułu może nie być zgodna z zasadami neutralnego punktu widzenia.
 Po wyeliminowaniu niedoskonałości należy usunąć szablon [[Szablon:Dopracować|]] z tego artykułu.
Związek Młodzieży Wiejskiej (ZMW) – organizacja skupiająca młodzież ze środowisk wiejskich i małomiasteczkowych, liczący (2019) ok. 10 tysięcy członków. Od 1996 Związek Młodzieży Wiejskiej jest pełnoprawnym członkiem Europejskiej Rady Młodych Rolników i Klubów 4H, który skupia 25 organizacji europejskich. Jest również członkiem Polskiej Rady Organizacji Młodzieżowych.

## Historia

### Korzenie
Pod koniec I wojny światowej koła młodzieży wiejskiej zrzeszały się w Sekcji Kół Młodzieży Wiejskiej przy Centralnym Związku Kółek Rolniczych. W 1919 powołany został Centralny Związek Młodzieży Wiejskiej, również podporządkowany CZKR. W 1928 doszło do rozłamu, w wyniku którego w miejsce CZMW powstały Związek Młodzieży Wiejskiej RP „Wici” (niezależny od rządzącej sanacji) oraz prosanacyjny Centralny Związek Młodzieży Wiejskiej „Siew” (który w 1934 współtworzył Centralny Związek Młodej Wsi „Siew”).
Związek Młodzieży Wiejskiej RP działał nieprzerwanie w latach 1928–1939. Jego założycielem był Ignacy Solarz – pedagog, twórca uniwersytetów ludowych. Od 1931 związany był ze Stronnictwem Ludowym. Prowadził działalność kulturalno-oświatową oraz wychowawczą, m.in. poprzez uniwersytety ludowe. W 1935 wielu działaczy związku weszło w skład władz naczelnych SL. Członkowie związku opracowali zasady agraryzmu, który stał się podstawą ideologii ZMW RP oraz SL.

### Polska Ludowa
W sierpniu 1944 została stworzona nowa organizacja przez grupę działaczy powiązanych z Polską Partią Robotniczą pod nazwą Związek Młodzieży Wiejskiej RP „Wici”. W 1948 związek wszedł w skład stalinowskiego Związku Młodzieży Polskiej. ZWM Wici realizował budowanie stalinowskiego światopoglądu wśród młodzieży wiejskiej.

### Związek w latach 1957–1976
Na fali odwilży październikowej, po rozpadzie ZMP w 1957, powstał samodzielny Związek Młodzieży Wiejskiej. Był on powiązany z PZPR i ZSL. Jego prezesami byli działacze PZPR. W 1973 organizacja przyjęła nazwę Związek Socjalistycznej Młodzieży Wiejskiej i weszła w skład Federacji Socjalistycznych Związków Młodzieży Polskiej. W 1975 ZSMW liczył ponad milion członków w 32 tys. kół. 1976 połączył się z ZMS i SZMW, tworząc Związek Socjalistycznej Młodzieży Polskiej.

### ZMW od 1980
3 grudnia 1980 organizacja ponownie podjęła samodzielną działalność (ponownie pod wpływem PZPR i ZSL). W 1982 związek liczył 200 tys. członków. Po 1989 stał się samodzielny politycznie, choć uznał za swoją polityczną reprezentację Polskie Stronnictwo Ludowe, z którym w 1991 i 1993 wystawił wspólne listy w wyborach parlamentarnych. ZMW pełnił rolę nieformalnego młodzieżowego zaplecza PSL do momentu powołania w 2000 młodzieżówki tej partii, Forum Młodych Ludowców. ZMW przekształcił się w nowoczesną organizację trzeciego sektora.

## Struktura
Członkowie zrzeszeni są w kołach wiejskich, szkolnych oraz akademickich. Praca kół wspierana i koordynowana jest przez Zarządy Gminne, Wojewódzkie i Regionalne oraz Zarząd Krajowy. Stowarzyszenie jest organizacją jednolitą, jednak organizacje (zarządy) wojewodzie mogą nosić nazwy własne, np. ZMW „Wici”. Także organizację (zarządy) gminne oraz koła mogą nosić nazwy własne. Np. Zarząd Gminny może nosić nazwę np. „Rodło”, a koło w tej organizacji gminnej może nazywać się np. ZMW „Znicz”. Jest to wyraz dążeń działaczy ZMW do zachowania odrębności programowych, podkreślenia różnorodności regionalnej, oraz manifestowania autonomii organizacyjnej. Władze centralne Związku decydują o kształtowaniu ideologii Związku, określaniu głównych obszarów aktywności i strategicznych celów do jakich zmierzają działania ZMW, konstruowaniu składów osobowych władz związku i kontroli wewnątrzorganizacyjnej. Funkcję we władzach można sprawować między 18. a 35. rokiem życia.

## Prezesi ZMW

### Prezesi ZG ZMW w latach 1957–1976 (od 1973 ZSMW)
- 1957–1963 – Józef Tejchma (PZPR)
- 1963–1965 – Kazimierz Barcikowski (PZPR)
- 1965–1972 – Zdzisław Kurowski (PZPR)
- 1972–1975 – Tadeusz Haładaj (PZPR)
- 1975–1976 – Stanisław Gabrielski (PZPR)

### Prezesi ZK ZMW od 1980
- od 3 grudnia 1980 do 7 lutego 1983 – Waldemar Świrgoń (PZPR)
- od 7 lutego 1983 do 22 listopada 1987 – Leszek Leśniak (PZPR)
- od 22 listopada 1987 do 23 kwietnia 1988 – Jerzy Głuszyński (PZPR)
- od 23 kwietnia 1988 do 20 stycznia 1990 – Roman Kupijaj (PZPR)
- od 20 stycznia 1990 do 16 listopada 1996 – Jan Bury (PSL „Odrodzenie”/PSL)
- od 16 listopada 1996 do 20 kwietnia 2002 – Karol Dobrowolski (PSL)
- od 20 kwietnia 2002 do 4 marca 2006 – Artur Ławniczak (PSL)
- od 4 kwietnia 2006 do 8 grudnia 2012 – Michał Modrzejewski (PSL)
- od 8 grudnia 2012 do 8 grudnia 2018 – Dariusz Suszyński (PSL)
- od 8 grudnia 2018 do 2 grudnia 2023 – Adam Nowak (PSL)
- od 2 grudnia 2023 – Szymon Migoń (PSL)

## Cele Związku
Zgodnie z § 3 statutu
- umacnianie Rzeczypospolitej Polskiej jej suwerenności i praworządności,
- współdziałanie w tworzeniu państwa polskiego;
- wychowywanie młodzieży w poczuciu pokoju, wolności, tolerancji, sprawiedliwości i poszanowania prawa;
- realizacja interesów młodzieży wiejskiej;
- rozwój cywilizacyjny, kulturowy i materialny wsi polskiej oraz tworzenie nowoczesnego rolnictwa;
- pomoc w urzeczywistnianiu aspiracji młodzieży wiejskiej w zakresie naukowo-technicznym, oświatowym, oświatowo-wychowawczym, kulturalnym, kultury fizycznej i sportu;
- propagowanie rozwoju kultury wiejskiej w wymiarze ogólnopolskim, ochrony zdrowia i pomocy społecznej, rehabilitacji zawodowej i społecznej inwalidów;
- upowszechnianie nowoczesnych metod w produkcji rolnej, doradztwa rolniczego, wspieranie inicjatyw społecznych w zakresie budowy dróg i sieci telekomunikacyjnej na wsi oraz zaopatrzenia wsi w wodę;
- ochrona środowiska i zasobów naturalnych;
- działalność dobroczynną i charytatywno-opiekuńczą;
- wspieranie rozwoju małych i średnich przedsiębiorstw na wsi;
- budowa i wspieranie systemu kształcenia zawodowego młodzieży wiejskiej, w tym zmiany kwalifikacji zawodowych;
- podejmowanie i wspieranie działań na rzecz integracji europejskiej.

## Sztandar ZMW
Awers sztandaru ZMW – przedni płat: jest zielony, pośrodku znajduje się znak ZMW i napis Związek Młodzieży Wiejskiej oraz nazwa instancji. Rewers – odwrotny płat sztandaru ZMW: jest czerwony, pośrodku biały orzeł i napis „Razem młodzi przyjaciele”. Wykończenie brzegów sztandaru stanowią żółte frędzle, zwieńczenie drzewca stanowi stylizowany kłos.

## Odznaczenia nadawane przez ZMW
- odznaczenie im. Ignacego Solarza (najwyższe odznaczenie Związku)
- odznaczenie „Za zasługi dla ZMW”
- odznaki honorowe: złota i zielona

## Hymn Związku
Tytuł: Do niebieskich pował
Autor: Stanisław Młodożeniec

Do niebieskich pował, od grud czarnej ziemi,
Już się sztandar nasz wiciowy kolorami mieni...
Na sztandarze naszym skrzy się piękno świata.
Wyszedł swymi kolorami chłopskie dusze bratać